# Cueva del Escultor
La cueva del Escultor (en inglés: Sculptor’s Cave) es una cueva de piedra arenisca en la costa sur del fiordo Moray en Escocia, cerca del pequeño asentamiento de Covesea, entre Burghead y Lossiemouth en Moray. Su nombre se debe a las tallas pictas grabadas en las paredes de la cueva cerca de sus entradas. Hay siete grupos de tallas que datan del siglo VI o VII, entre los que se incluyen motivos de peces, medialunas y varillas en V, pentáculo, triple óvalo, escalones, rectángulos, discos y rectángulos, flores y patrones en espejo, algunos muy básicos pero otros más sofisticados.

## Descripción
La cueva tiene 20 m de profundidad y 13,5 m de ancho con un techo de 5,5 m de alto y se puede ingresar por dos pasajes paralelos de 11 m de largo, cada uno de 2-3 m de ancho. Se encuentra en la base de acantilados de 30 m de altura y es en gran parte inaccesible durante la marea alta.

## Hallazgos
La cueva fue excavada por primera vez entre 1928 y 1930 por Sylvia Benton, quien descubrió evidencia de dos períodos principales de actividad en el sitio: el primero durante la Edad del Bronce tardía y el segundo durante la Edad del Hierro romana tardía, entre los siglos II y IV. a. C. Al despejar las capas de arena en el piso de la cueva, Benton encontró restos humanos, depósitos quemados en el suelo y evidencia de antiguos hogares de piedra. Se descubrió una gran cantidad de artefactos que evidenciaron las fechas de ocupación humana de la cueva desde el último periodo de la Edad del Bronce hasta la época medieval. Esa variedad de objetos incluye: varios brazaletes de bronce, dinero en anillo, un alfiler de cuello de cisne, cerámica y hueso labrado. Más tarde determinó que los artefactos de la Edad de Bronce encontrados en la cueva eran similares a los objetos encontrados en Europa Central durante el mismo período de tiempo.
En un informe que elaboró para la Sociedad Escocesa de Anticuarios en 1931, propuso que los ocupantes humanos del sitio habían emigrado de Europa Central, lo que era contrario a las opiniones de la comunidad de anticuarios escoceses. Treinta años después, sus puntos de vista fueron ampliamente aceptados y la 'fase Covesea' fue reconocida como un período de tiempo significativo de la Edad del Bronce tardía en Escocia.